# ファイター (BUMP OF CHICKENの曲)
「ファイター」は、BUMP OF CHICKENの4作目の配信限定シングル。2014年11月28日にトイズファクトリーからリリースされた。

## 概要
今作では、トイズファクトリーより配信限定リリースされる「ファイター」に漫画作品『3月のライオン』作者の羽海野チカによるスピンオフ漫画が読めるシリアルコードが付属し、また白泉社より発売される『3月のライオン』10巻に、「ファイター」を収録したCDが付属するという特殊な販売形態がとられた。このコラボレーションは「3月のライオン meets BUMP OF CHICKEN」と銘打たれ、羽海野チカがBUMP OF CHICKENの熱烈なファンであること、またバンドメンバーも「3月のライオン」を愛読していることから実現した。
本作のジャケットは羽海野チカによる描き下ろしとなっている。
iTunesのダウンロードランキングでは1位を獲得し、翌11月29日にリリースされた「パレード」も入れ替わりで1位となった。

## 収録曲
1. ファイター
  - 作詞・作曲:藤原基央　編曲:BUMP OF CHICKEN

漫画『3月のライオン』とのコラボレーション楽曲。
今作リリースと同日に白泉社から『3月のライオン』10巻の特装版と「ファイター」のCDがセットで発売された。
ミュージックビデオは番場秀一監督によるものと「3月のライオン meets BUMP OF CHICKEN」バージョンのものと2種類があり、どちらもYouTubeにて公開されている。なお、「3月のライオン meets BUMP OF CHICKEN」バージョンはもともと「3月のライオン」10巻の特装版の購入者のみが視聴することができたもので、先にショートバージョンが公開されていたが、発売後の反響を受けてフル尺での公開に至った[3]。
奈良テレビ放送『高校野球ハイライトドラマティックナイン』2015年度エンディングテーマ。
NHK総合アニメ『3月のライオン』エンディングテーマ[4]。